# شاهد بونغسون هونغيونغسا
شاهد معبد بونغسون هونغيونغ هي الكنز الوطني لكوريا الجنوبية رقم 7 وعين كذلك في 20 ديسمبر 1962. بني المعبد في سنة 1021 خلال عهد الملك هيونجونغ والذي بنا المعبد لتحقيق أمنيات والده الملك أنجونغ ولأنه تأثر بسوترا اللوتس. كلمة «بونغسون» والتي تعني «في إشارة لأمنيات الأب» هي كلمة أضيفت لاسم المعبد. الشاهد يوثق بناء المعبد ورفع في سنة 1026 بعد خمس سنوات من انتهاء المعبد. الشاهد هو كل ما تبقى من آثار المبنى.
نصوص الشاهد اختيرت من قبل يد تشوي تشنغ ويعرف أيضاً باسم هايدونغونغجا وهو أحد عظماء علماء الكونفشيوسية والكتبة خلال عهد سلالة غوريو. الخط كتب بأسلوب شبيه بالوثائق على يد بايك هيون ري. النصوص تصف بناء المعبد. الشاهد الحجري يرقد على قاعدة على شكل سلحفاة (بيكسي). للقاعدة رأس تنين تواجه الجانب بدلاً من الواجهة، وهو أسلوب يستخدم في شواهد آسيا الشرقية. الشاهد مغطى أيضاً بأجنحة على شكل زعانف والتي تعطي التنين انطباعاً بالحركة. باقي الشاهد مغط بصخرة دائرية تظهر تنيناً بين الغيوم.

## روابط خارجية
- Stele for the Construction of Bongseonhonggyeongsa Temple, Cheonan.